# Epicallia
Epicallia är ett släkte av fjärilar. Epicallia ingår i familjen björnspinnare.